# Апопласт

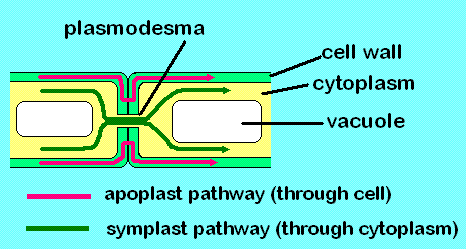
Апопластический (красные стрелки) и симпластический (зелёные) транспорт

Апопла́ст — внеклеточная структура у высших растений, составленная клеточными стенками и межклетниками. По апопласту за счёт капиллярных сил, возникающих между элементами клеточной стенки, осуществляется транспорт почвенной и осадочной влаги и всех растворённых в ней веществ (например, минеральных солей и гуминовых кислот). Апопластический транспорт блокируется в гидрофобных частях клеточных стенок: поясках Каспари, воздухоносных полостях и кутикуле. В отличие от симпластического транспорта при апопластическом транспорте энергия растения напрямую не расходуется.